# Bankenpleite

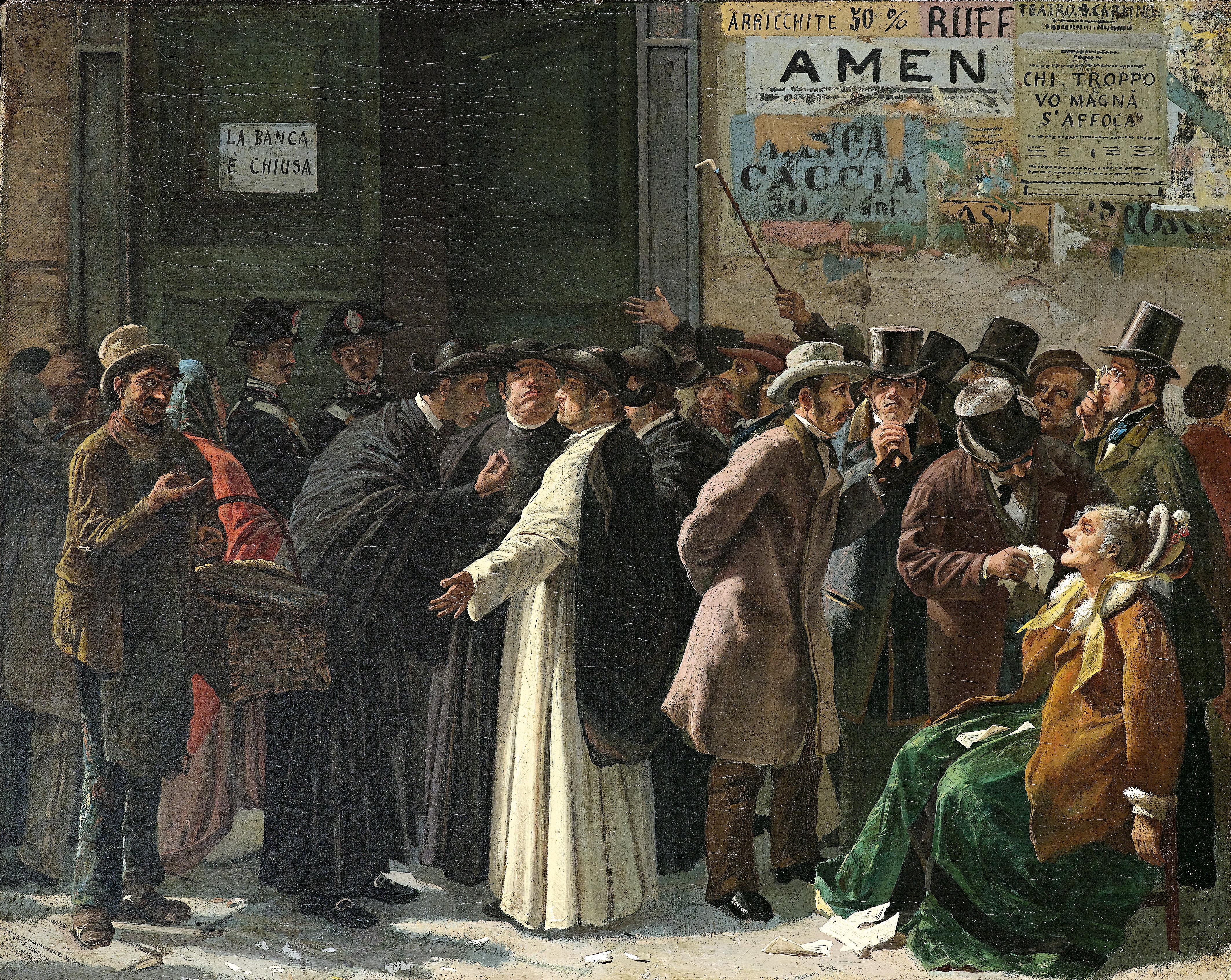
Die geschlossene Bank, Gemälde von Eduardo Matania, 1870er Jahre

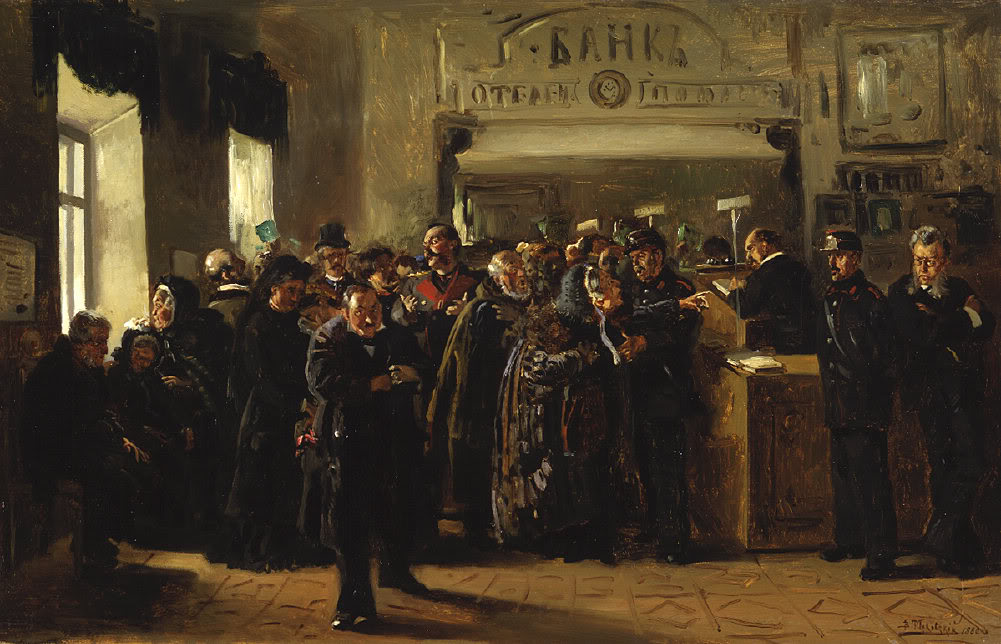
Bankenkrach, Gemälde von Wladimir Jegorowitsch Makowskij, 1880

Bankenpleite (oder „Bankencrash“) ist der umgangssprachliche Ausdruck für die temporäre oder dauerhafte Zahlungsunfähigkeit eines oder mehrerer Kreditinstitute in einem Staat. Der Begriff kann – aber muss nicht – identisch sein mit dem Rechtsbegriff der Insolvenz.

## Allgemeines
Kein Sektor in einer Volkswirtschaft hat eine derart zentrale, herausragende und systemsichernde Rolle wie die Kreditinstitute. Banken sind für das Funktionieren einer Volkswirtschaft unerlässlich: ohne Banken gibt es keinen geordneten Ablauf des allgemeinen Zahlungsverkehrs, werden früher oder später Nichtbanken insolvent (weil sie entweder keinen Kredit mehr erhalten – Kreditklemme – oder nicht über ihre Bankguthaben verfügen können) und Börsen das Effektengeschäft nicht mehr abwickeln können. Deshalb ist es das Ziel nationaler Regierungen, das Bankwesen funktionsfähig zu halten.

## Ursachen und Symptome
Eine allgemeine Wirtschaftskrise oder eine spezifische Bankenkrise geht einer Bankenpleite meist voraus. Ausnahmen sind individuelle Schieflagen eines einzelnen Kreditinstituts, die lediglich isolierte Auswirkungen entfalten. Meistens jedoch geraten viele Institute gleichzeitig in eine Krise. Das liegt an den sich kaum unterscheidenden Anlagestrategien, die dazu beitragen, dass Banken über ähnliche Portfoliostrukturen verfügen und somit gleichgewichteten Risiken unterliegen. Tritt dann ein Risiko ein, sind aufgrund der hohen positiven Korrelation der Bankrisiken auch viele Institute gleichzeitig betroffen. Die engen Interbankbeziehungen (also Bankgeschäfte der Kreditinstitute untereinander) sorgen zudem für weitere gegenseitige Abhängigkeiten.
Für beide Formen der Bankenkrise gilt, dass der Außenstehende sie am ehesten an den Zinssätzen für Geldanlagen erkennen kann. Liegen die Zinssätze eines Kreditinstituts oder einer Institutsgruppe deutlich über dem durchschnittlich angebotenen – für die Anlageform und Laufzeit vergleichbaren – Zinssatz anderer Institute, kann dies als Indiz für eine sich abzeichnende Krise gewertet werden (siehe Greensill Bank). Dann sind Gläubiger offenbar nur bereit, diesem Institut lediglich gegen höhere Risikoprämie Geld zu leihen, was im Rating der Ratingagenturen für dieses Institut zum Ausdruck kommen wird. Daher ist auch das Rating eines Instituts ein wichtiger Indikator für die Bonität einer Bank.

## Systemrelevanz
Im Rahmen der Aufarbeitung der Finanzkrise ab 2007 wurde die Frage nach der Systemrelevanz (englisch systematical importance, englisches Schlagwort too big to fail) von Kreditinstituten genauer untersucht. In den USA war diese Frage bereits spätestens seit 1914 immer wieder aufgeworfen worden. Die Insolvenz eines einzigen großen Finanzkonzerns kann aufgrund der engen Verzahnung der internationalen Finanzmärkte zu unkontrollierbaren Reaktionen an den internationalen Kapitalmärkten führen. Kreditinstitute oder Institutsgruppen, die aufgrund ihrer Größe, Bedeutung oder Vernetzung als „systemrelevant“ oder „systemtragend“ gelten, konnten bislang darauf vertrauen, bei eventuellen staatlichen Rettungsaktionen als erste gerettet zu werden.
Der Ablauf der Rettungsaktionen der USA bezüglich der Finanzkrise ab 2007 zeigte, dass dieses Vertrauen auf Rettung keine 100-prozentige Sicherheit darstellt: Während mehrere Institute tatsächlich gerettet wurden, nahm man die Insolvenz der Investmentbank Lehman Brothers und von Washington Mutual im September 2008 in Kauf. Washington Mutual war die größte US-Bausparkasse und musste an J. P. Morgan notverkauft werden. Bei der Bausparkasse hatten die Kunden zwischen dem 15. und 26. September 2008 insgesamt 16,7 Milliarden US-Dollar Liquidität abgezogen, sodass die Bausparkasse „nicht über ausreichend Liquidität verfügt, um ihren Verpflichtungen nachzukommen“. Damit war Washington Mutual – gemessen am Einlagevolumen – die größte Bankenpleite der USA. J. P. Morgan hatte im März 2008 bereits Bear Stearns, eine der vier US-Investmentbanken, übernommen. Die vier übrigen sind im Zuge der Bankenkrise ebenfalls noch im September 2008 verschwunden: Lehman Brothers wurde am 11. September 2008 liquidiert, Merrill Lynch wurde am 1. Januar 2009 von der Bank of America übernommen, und Goldman Sachs und Morgan Stanley wandelten sich in Geschäftsbanken um (17. September 2008).
Die Rettungsaktionen der USA für die Bankenbranche erstreckten sich auch auf kleinere, nicht systemrelevante Banken: Bei kleineren Banken mit lediglich regionaler Bedeutung war die Insolvenzwahrscheinlichkeit in den USA wesentlich höher. Die Insolvenzen führen jedoch nicht zu einem vollständigen Verlust der Einlagen, weil diese der Federal Deposit Insurance Corporation (FDIC) zufolge grundsätzlich abgesichert seien. Die FDIC rechnete mit weiteren Pleiten unter den weit mehr als 8.000 US-Banken. Die US-Regierung hatte im Oktober 2008 – fast zeitgleich mit einigen anderen Staaten – ein Rettungspaket für Banken (Troubled Asset Relief Program, abgekürzt TARP) in Höhe von 700 Milliarden US-Dollar zur Stützung von mehr als 350 Banken beschlossen, das mit dem Dodd–Frank Act auf 475 Milliarden US$ reduziert wurde, wobei schließlich Ausgaben von 441,7 Milliarden US$ Einnahmen von 426,4 Milliarden US$ gegenüberstanden.
Nach Einschätzung des vormaligen US-Notenbankchefs Bernanke war während der Finanzkrise ab 2007 eine Wiederherstellung des Finanzsystems die Grundvoraussetzung für eine nachhaltige Erholung der Realwirtschaft. Dabei unterstrich er die Notwendigkeit, systemrelevante Banken und Finanzinstitute weiter zu unterstützen, um einen Ausfall zu vermeiden.
Heute werden im globalen Finanzsystem durch den Finanzstabilitätsrat (englisch Financial Stability Board, abgekürzt FSB) wichtige Vorgaben zur Systemrelevanz von Banken getroffen; unter anderem veröffentlicht er die Liste global systemrelevanter Banken.

## Schaltersturm

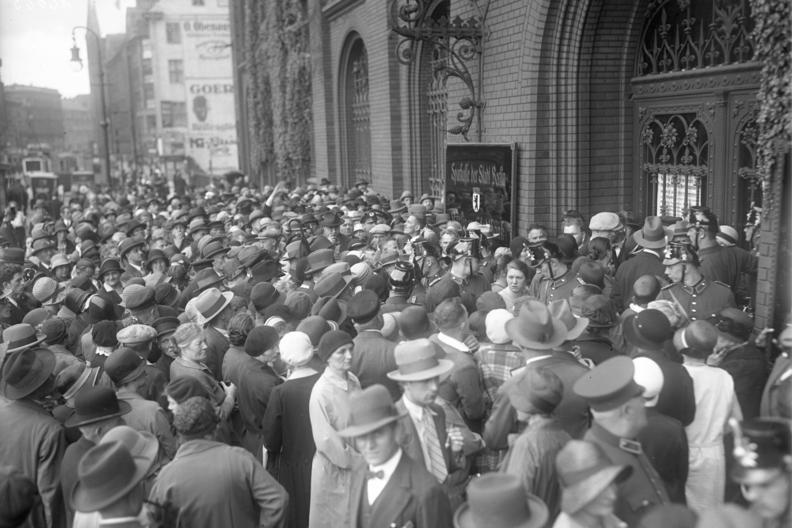
Berlin, Bankenkrach, Andrang bei der Sparkasse 1931

Da Kreditinstitute den größten Teil des Vermögens der Bevölkerung verwalten, ist das Vertrauen der Bevölkerung in ein krisensicheres Bankwesen von essentieller Bedeutung. Kommt es dann zu einer Bankkrise, ist die Gefahr des panischen Ansturms der Anleger auf die betroffene Bank sehr hoch („Bank Run“), wie etwa bei „Northern Rock“ in Großbritannien im September 2007 zu beobachten war. Banken sind von ihrer Bilanzstruktur lediglich auf normale Auszahlungs- (Barabhebungs-)gewohnheiten der Bevölkerung ausgerichtet. Ihre Barbestände und die Primär-/Sekundärliquidität (die sofort in Barbestände umwandelbar sind) sind wesentlich geringer als das auf den Konten gehaltene Buchgeld. Lediglich ein sehr geringer Teil der Geldanlagen bei einem Kreditinstitut steht als Bargeld und so genannte Primärliquidität für Auszahlungen zur Verfügung. Diese Bestände entsprechen den zu erwartenden, normalen Abhebungsgewohnheiten der Bankkunden. Kommt es jedoch unerwartet zu einer massenhaften Auszahlung der Geldanlagen, können die Verfügungswünsche der Kunden insgesamt nicht mehr erfüllt werden. Diese panische Reaktion von breiten Bevölkerungsmassen hat negative psychologische Auswirkungen auf die gesamte Bank- und Volkswirtschaft eines Staates, so dass Regierungen daran gelegen ist, derartige Massenwirkungen durch frühzeitiges Erkennen von sich abzeichnenden Krisen zu verhindern. Dies kann durch präventive und detaillierte Bankaufsicht geschehen.
Die Zahlungsunfähigkeit einer Bank kann in deren Überschuldung begründet sein. Wäre die Bank zahlungsunfähig, aber nicht überschuldet, so könnte sie bei ihrer Zentralbank leicht Zentralbankgeld und andere Zahlungsmittel erwerben, wenn die Zentralbank bereit ist, die Schuldtitel der Bank als werthaltig zu akzeptieren („notenbankfähige Wertpapiere“) und daher diese Schuldtitel gegen Geld als Kreditgeber letzter Instanz zu kaufen oder zu verpfänden. Oft kann die betroffene Bank jedoch keine als notenbankfähig anzusehenden Schuldtitel anbieten, weil sie lediglich über schwach geratete Vermögenswerte wie notleidende Kredite verfügt.

## Schutz vor Bankenkrisen
Wegen der zentralen Bedeutung für eine funktionierende Volkswirtschaft werden die Banken weltweit durch internationale und nationale Gesetze überwacht. Der Erlass von finanzmarktspezifischen Gesetzen obliegt den nationalen Regierungen (Bankenregulierung). In den Ländern mit den wichtigsten Finanzmärkten wurden spezielle nationale Behörden geschaffen, die diese Gesetze anwenden und das Bankwesen überwachen (Bankenaufsicht). Am Beispiel in Deutschland soll die Funktionsweise der Überwachungssysteme erläutert werden; fast identische Systeme sind in Österreich und der Schweiz vorhanden.

### Bankenaufsicht
Die Bundesanstalt für Finanzdienstleistungsaufsicht (BaFin) vereinigt seit ihrer Gründung im Mai 2002 die Aufsicht über Banken (vorher: BaKred) und Finanzdienstleister, Versicherungen und den Wertpapierhandel. Sie ist als Anstalt des öffentlichen Rechts organisiert, unterliegt der Rechts- und Fachaufsicht des Bundesministeriums der Finanzen und finanziert sich aus Gebühren und Umlagen der beaufsichtigten Institute und Unternehmen. Die Aufsicht über Kredit- und Finanzdienstleistungsinstitute (Institutsaufsicht) übt die BaFin in Zusammenarbeit mit der Deutschen Bundesbank aus (§ 6 Abs. 1 und § 7 Abs. 1 KWG).

### Aufsichtsgesetze
Die detektive und präventive Bankenaufsicht erfolgt aufgrund einer Vielzahl von Gesetzen und Verordnungen, die im Verhältnis zwischen Kreditinstituten und Bankenaufsicht gelten. An Stelle vieler sollen erwähnt werden das Bundesbankgesetz (BBankG), das Kreditwesengesetz (KWG), die Kapitaladäquanzverordnung (CRR), die Verordnung über Groß- und Millionenkredite (GroMiKV) oder die Mindestanforderungen an das Risikomanagement (BA) (MaRisk).
In diesen, zum Teil hochkomplexen Regelwerken (zum Beispiel die CRR) wird detailliert vorgegeben, wie und innerhalb welcher Grenzen risikobehaftete Bankgeschäfte betrieben werden dürfen. Durch die hierin kodifizierten, oft monatlichen Melde- und Anzeigepflichten an die BaFin oder die Bundesbank (Monatsausweise nach § 25 KWG bzw. § 18 BBankG) erhalten diese ein genaues, zeitnahes Bild über die wirtschaftliche Lage der Kreditinstitute. Hauptziel ist die Gewährleistung eines funktionsfähigen, stabilen und integren deutschen Finanzsystems (Risikotragfähigkeit). Bankkunden, Versicherte und Anleger sollen dem Finanzsystem vertrauen können.
Besondere präventive Bedeutung haben die Krisenregelungen des § 46a KWG, die Anzeigepflicht der Insolvenz nach § 46b KWG, Stresstests oder das Bankmoratorium bei schwerwiegenden Gefahren für die Gesamtwirtschaft durch die Bundesregierung nach § 47 KWG.

### Zentralbanken
Zentralbanken oder Zentralnotenbanken sind Institutionen, die für die Durchführung der Geld- und Währungspolitik eines Währungsraumes zuständig sind. Da es sowohl nationale als auch supranationale Währungsräume gibt, sind Zentralbanken sowohl auf nationaler Ebene (zum Beispiel Deutsche Bundesbank) als auch auf supranationaler Ebene (zum Beispiel Europäische Zentralbank) vorhanden. Zentralbanken sind meist staatliche Institutionen und haben in gewissem Umfang hoheitliche Aufgaben; sie werden wegen ihrer Funktion den Zentralregierungen gleichgestellt (§ 26 Nr. 2 b SolvV). Die Deutsche Bundesbank ist als bundesunmittelbare Körperschaft des öffentlichen Rechts organisiert und kann nach § 18 BBankG statistische Erhebungen von den angeschlossenen Kreditinstituten verlangen. Sie bestimmte nach § 15 BBankG die Kredit- und Offenmarktpolitik und nach § 16 BBankG die Mindestreservepolitik, die beide zur Beeinflussung des Geldumlaufs und der Kreditgewährung dienen. Bundesbank und Europäische Zentralbank steuern somit den Geldmarkt, also die wichtigste kurzfristige Refinanzierungsquelle der Kreditinstitute. Deshalb hatten die Bundesbank und die Europäische Zentralbank im Oktober 2008 die Ausweitung des Sicherheitenrahmens „notenbankfähiger Wertpapiere“ als Reaktion auf die Finanzmarktkrise zur Verbesserung der Bankenliquidität beschlossen. Neben der Liquiditätspolitik haben die Notenbanken auch mit der Zinspolitik auf die sich zuspitzende Finanzkrise und die damit verbundene Verschärfung der Wachstumsrisiken reagiert.

### Einlagensicherungssysteme
Einlagensicherung ist die Bezeichnung für die gesetzlichen und freiwilligen Maßnahmen zum Schutz der Einlagen (Bankguthaben) von Kunden bei Kreditinstituten in deren Krise. Tritt der Stützungsfall ein, wird die Liquidität des betroffenen Instituts durch Mittel des zuständigen Einlagensicherungsfonds zur Verfügung gestellt. Ähnlich lautende Regelungen sind in den Satzungen der Haftungsfonds der übrigen Institutsgruppen getroffen.

### Staatliche Rettungsaktion
Die Finanzkrise ab 2007 hat weltweit zu nationalen Rettungsaktionen, also Sondermaßnahmen zwecks finanzieller Sicherung der Banken, geführt. In Deutschland wurde hierfür der Sonderfonds Finanzmarktstabilisierung (SoFFin) auf der Grundlage des Finanzmarktstabilisierungsgesetzes (FMStG) im Oktober 2008 gegründet. Die Anstalt entscheidet über Maßnahmen zur Stabilisierung einzelner Banken, zum Beispiel durch sogenannte Bad Banks. Ihr obliegt die Verwaltung des auf 480 Milliarden Euro veranschlagten Finanzmarktstabilisierungsfonds, aus dem die staatlichen Hilfen für individuelle Stützungsmaßnahmen finanziert werden. Die Anstalt unterliegt der Rechts- und Fachaufsicht des Finanzministeriums. Fachlich, organisatorisch und banktechnisch wird der „Finanzmarktstabilisierungsfonds“, wie er amtlich heißt, von der Bundesbank unterstützt. Auch hier spielt bei der Stützung die Bedeutung des Unternehmens für die Finanzmarktstabilität eine Rolle.
Bei obiger Reihenfolge handelt es sich um eine Art „Ablaufkaskade“. Wenn es trotz Bankenaufsicht aufgrund der umfangreichen aufsichtsrechtlichen Regelungen und dem Eingreifen der Zentralbanken auf den Geldmärkten dennoch zu Schwierigkeiten im Bankwesen kommen sollte, stehen letztlich die Einlagensicherungssysteme und die staatlichen Rettungsaktionen als Auffanginstrumente zur Verfügung.

## Wege aus der Finanzkrise
Die seit 2007 bestehende Solvabilitätsverordnung konnte die Krisen einzelner Institute in Deutschland nicht verhindern, auch nicht das seit 2014 geltende Nachfolgegesetz CRR. Deutliche Warnanzeichen (wie etwa der im Vergleich zum hervorragenden Rating von CDO’s zu hohe Credit Spread) wurden bei Banken nicht erkannt oder vernachlässigt. Bereits aus diesem Grunde wird der Nutzen von institutionalisierten Frühwarnsystemen weithin überschätzt. Sichere Krisenindikatoren existieren bislang nicht, zumal alle bisherigen Finanzkrisen aus den verschiedensten Konstellationen entstanden waren. Zudem gab es auch vor der aktuellen Finanzkrise durchaus Warnungen, etwa eine allzu liberale Kreditvergabe. Aus den wenigen Anzeichen konnte jedoch nicht das dramatische Ausmaß der Finanzkrise extrapoliert werden. Es ist deshalb zweifelhaft, ob es mit verschärften und noch detaillierteren regulatorischen Bestimmungen gelingt, künftige Finanzkrisen zu verhindern. Es kommt vielmehr darauf an, die bisherigen, umfangreichen Liquiditätsoperationen der Europäischen Zentralbank und Bundesbank weiterhin sensibel einzusetzen. Diese haben bisher eine weitere Eskalation der Finanzkrise verhindern können; die eigentliche Kernursache, die fehlende Transparenz im Finanzmarkt und daraus folgend das fehlende Vertrauen zwischen den Marktteilnehmern auf dem Interbankengeldmarkt, kann jedoch schwer mit verschärften Gesetzen oder mit der Liquiditätspolitik beseitigt werden.